# فنقل
فنقل (به عربی: فنقل) یک منطقهٔ مسکونی در لیبی است که در استان مرزق واقع شده‌است.